# Lešnjake
Lešnjake – wieś w Słowenii, w gminie Cerknica. W 2018 roku liczyła 15 mieszkańców.